# جوديث هيرنانديز
جوديث هيرنانديز (مواليد عام 1948) فنانة ومدرّسة أمريكية معروفة بكونها رسامة جداريات وفنانة ترسم بالباستيل. تعتبر رائدة في حركة تشيكانو الفنية وعضو سابق في جماعة لوس فور الفنية. عاشت سابقًا في شيكاغو، وتقيم اليوم في لوس أنجلس، كاليفورنيا.
أشيد بها في البداية كرسامة جداريات خلال سبعينيات القرن العشرين، لكن سرعان ما اتخذ مسارها الفني منحىً آخر مع الوقت، ليصبح اليوم متمحورًا حول الرسم على الورق، وبشكل أساسي ألوان الباستيل. تتضمن أعمالها في أغلب الأوقات صورًا محلية وتجسد أيضًأ التوتر الاجتماعي السياسي لأدوار الجنسين.
أصبحت جوديث في عام 1974 العضو الخامس والمرأة الوحيدة في جماعة لوس فور، والفنانة المؤثرة والمحتفى بها ضمن جماعة فناني تشيكانو شرق لوس أنجلس، إلى جانب كل من كارلوس آلماراز وفرانك روميرو وروبرت دي لا روتشا وجيلبرت لوخان. أصبحت لاحقًا ولوقت قصير جزءًا من جماعة مركز الفن العام، إلى جانب باربرا كاراسكو ودولوريس غيريرو-كروز. في وقت مبكر من عام 1970، انخرطت هيرنانديز في المساعي الأولية لفناني تشيكانو في شرق لوس أنجلس للتنظيم. صرحت هيرنانديز لاحقًا حول هذه التجربة: «في أغلب الأوقات، كنت حرفيًا المرأة الوحيدة المتواجدة ضمن الاجتماعات التي لم تكن صديقة أو زوجة لأحد ما، بل مشاركة فنانة وناشطة».

## حياتها المبكرة وتعليمها
ولدت جوديث هيرنانديز في عام 1948 في لوس أنجلس، كاليفورنيا، والتحقت بكلية أوتيس للفن والتصميم (معهد أوتيس للفنون سابقًا) حيث حصلت على درجة إجازة في الفنون الجميلة عام 1972، ثم درجة الماجستير عام 1979.
عندما التحقت جوديث بكلية أوتيس عام 1969، كانت الطالبة الوحيدة فقط من بين خمسة طلاب مكسيكيين أمريكيين مسجلين. التقت بصديق دراستها كارلوس آلماراز في كلية الدراسات العليا في كلية أوتيس. دعيت كعضو خامس للانضمام إلى جماعة لوس فور الفنية عام 1974 من خلال صداقتها مع آلماراز.
درست هيرنانديز الرسم خلال تواجدها في كلية أوتيس مع الفنان الأفريقي الأمريكي المعروف تشارلز وايت الذي أصبح معلمًا لها ومؤثرًا هامًا في تطورها الفني. تعزي هيرنانديز الكثير من نجاحها إلى المعلمين والأساتذة الذين اعترفوا بقدرتها وشجعوها على متابعة مهنتها كفنانة.
في عام 1971، وأثناء عملها كرسامة في مجلة آزتلان الصادرة عن مركز تشيكانو للدراسات والبحوث، نفذت هيرنانديز الرسوم التوضيحية للمجلد الشعري الأول الذي كتبه الشاعر الشهير آلوريستا بعنوان فلوريكانتو في آزتلان. حازت طبعة الذكرى الأربعين للكتاب على ثلاث جوائز ضمن حفل توزيع جوائز الكتاب اللاتيني الدولي لعام 2013.

## المسيرة المهنية

### السبعينيات
تعاونت هيرنانديز وآلماراز بعد التخرج مع إل تيترو كامبيزينو، نيابة عن عمال المزارع المتحدة، وكأعضاء مجلس الفن الشعبي، وعملوا على تأسيس منظمة ضمت كل فناني تشيكانو في جميع أنحاء ولاية كاليفورنيا. كانت منظمات فناني تشيكانو مثل سلاح تشيكانو الجوي الملكي في ساكرامنتو، وغاليري دي لا رازا في سان فرانسيسكو وفناني تشيكانو بارك في سان دييغو، من المنظمات التي شاركت في مجلس الفن الشعبي في سبعينيات القرن العشرين.
رسمت هيرنانديز بالاشتراك مع سبعة رسامي جداريات تشيكانو آخرين، لوحات جدارية على قماش داخل متحف الحرف والفنون الشعبية في لوس أنجلس لمعرض بعنوان جداريات آزتلان عام 1981. وجهت الناقدة شيفرا غولدمان نقدًا لهؤلاء الفنانين ضمن مجلة أرتويك: «تخلوا عن هويتهم الثقافية ونضالهم السياسي» بهدف «دخول الاتجاه العام السائد كمحترفين تنافسيين». لترد هيرنانديز: «لماذا يجب تفسير التغييرات في عملي ومواقفي الاجتماعية السياسية على أنها مساومة على التزاماتي... بينما يفسر الشيء نفسه لدى فنان آخر على أنه نمو مهني وشخصي؟».
شهد شهر يوليو من عام 1989 أول معرض لفن تشيكانو في أوروبا، شيطان الملائكة في مركز البحوث والتنمية الثقافية في نانت في فرنسا. من بين المشاركين في المعرض 16 فنان تشيكانو (ثلاثة منهم نساء) وقد جلب هذا الحدث أهمية عالمية لأعمال هيرنانديز.

### الثمانينيات
انتقلت هيرنانديز في أوائل ثمانينيات القرن العشرين إلى شيكاغو وعاشت هناك لأكثر من 25 عامًا قبل عودتها إلى لوس أنجلس في عام 2010. كان معرضها الأخير في شيكاغو معرضًا فرديًا رئيسيًا لعمل جديد في المتحف الوطني للفن المكسيكي. افتتح معرض الحياة على الورق في يناير 2011 وتضمن سلاسل جديدة من الأعمال، كانت واحدة منها جرائم القتل المتسلسلة الشهيرة للنساء في سيوداد خواريز. وفقًا لصحيفة شيكاغو ويكلي، «الشيء الوحيد الواضح إلى جانب مهارة الفنانة هو رسالتها: كونك إنسان فهذا أمر صعب، وأن تكون امرأة لهو أمر أصعب بكثير، وبصراحة فإن الحياة كشخص لاتيني قد تكون رهيبة أحيانًا». تقول هيرنانديز أنها ستستمر في العمل على هذه السلسلة حتى تعترف الحكومة المكسيكية بوفاة 800-2000 ضحية.

### الألفية الجديدة
كانت هيرنانديز في عام 2011 من بين مجموعة مختارة من الفنانين الذين كرمت مساهماتهم في فن لوس أنجلس في معارض كانت جزءًا من مبادرة الفنون الشاملة المعروفة باسم باسيفيك ستاندرد تايم: الفن في لوس أنجلس، 1980-1945، الممولة من قبل مؤسسة جيتي. تلقت هيرنانديز عام 2012 جائزتين أساسيتين، منحة سي. أو. إل. أي المرموقة (منحة مدينة لوس انجلس للفنان الفردي) لعام 2013، بالإضافة إلى التفويض المرغوب به من قبل الجميع لإنشاء فن عام لمحطة ميترو تيرمينوس إيكسبو لاين في كولورادو& شارع 4 في سانتا مونيكا من قبل هيئة النقل الحضرية في لوس أنجلس. افتتحت محطة إكسبو لاين داون تاون سانتا مونيكا في 20 مايو عام 2016. «تقع المحطة على طرف القارة» وتضم 24 لوحًا زجاجيًا فسيفسائيًا مثبتًا فوق منصتي الركاب من تصميم هيرنانديز. إن هذه اللوحات معروفة إجمالًا في لوس أنجلس. سوناتا وتجسد مرور اليوم والفصول مستخدمة مزيجًا من الرموز الثقافية التي تمثل التنوع الثقافي والعرقي في لوس أنجلس. من المتوقع أن تكون شبكة السكك الحديدية هذه واحدة من أكثر سكك النقل الخفيفة المستخدمة في السفر في الولايات المتحدة.

### 2010
في عام 2013، كانت هيرنانديز واحدة من بين 72 فنانًا اختيروا للمعرض الرئيسي الأول للفنانين الأمريكيين المعاصرين من أصل لاتيني في متحف سميثسونيان للفنون الأمريكية عن أعمالهم ضمن مجموعاتهم الدائمة. افتتح معرض «أور أمريكا: الوجود اللاتيني في الفن الأمريكي» في أكتوبر 2013. بعد إغلاقه في يناير عام 2014، انتقل المعرض إلى العديد من المتاحف الأخرى عبر الولايات المتحدة، بما في ذلك متحف كروكر في كاليفورنيا ومتحف يوتاه للفنون الجميلة في سولت ليك سيتي ومتحف هانتر للفنون في تينيسي. ستحصل هيرنانديز على عمل مرة أخرى في عام 2017 في العديد من المعارض في مؤسسة جيتي برعاية باسيفيك ستاندرد تايم لاتيني أمريكي/ الفن اللاتيني، التي تستكشف تأثير الفن اللاتيني الأمريكي على الفن في لوس أنجلس. اختير عملها «التطهير» كصورة ترويجية مميزة لهذا المشروع.
أسست هيرنانديز خلال 50 عامًا من مسيرتها الفنية سجلًا هامًا من المعارض والأرباح من عملها ضمن مجموعات رئيسية عامة وخاصة، من ضمنها متحف الفن المعاصر ومتحف سميثسونيان للفنون الأمريكية وأكاديمية بنسلفانيا للفنون الجميلة والمتحف الوطني للفن المكسيكي ومتحف الفن الأمريكي اللاتيني ومتحف كروكر للفنون ومجموعة جيرالد باك وبنك أمريكا. حصلت هيرنانديز على منصب فنان مقيم في مركز الدراسات العرقية والسياسية والثقافية من جامعة شيكاغو المرموقة ومنحة مدينة لوس انجلس للفنان الفردي وجائزة لجنة المرأة المكسيكية الوطنية للإنجاز في الفنون الجميلة. في عام 2018، تعززت مكانتها كفنانة أمريكية عندما كتب كريستوفر نايت رئيس النقد الفني في لوس أنجلس والحائز على جائزة بولتزر، مراجعة عن معرضها الفردي في متحف الفن الأمريكي اللاتيني: «إن فن هيرنانديز هو نتاج حسها اللوني الرائع، الذي يفكك أي حدود توضيحية للنمط الفني».